# Olof Palmes gata, Stockholm

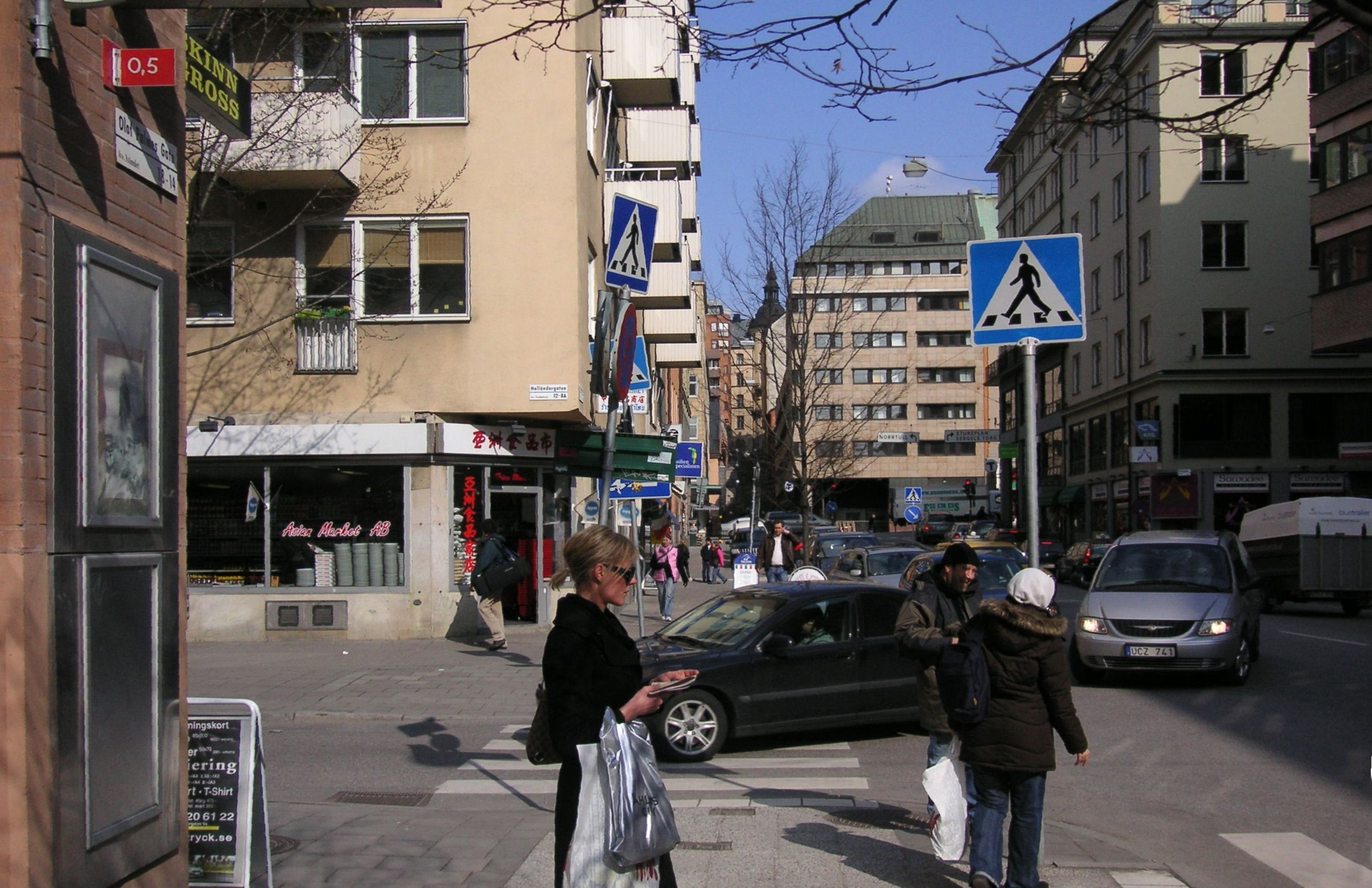
Olof Palmes gata mot Sveavägen 2008

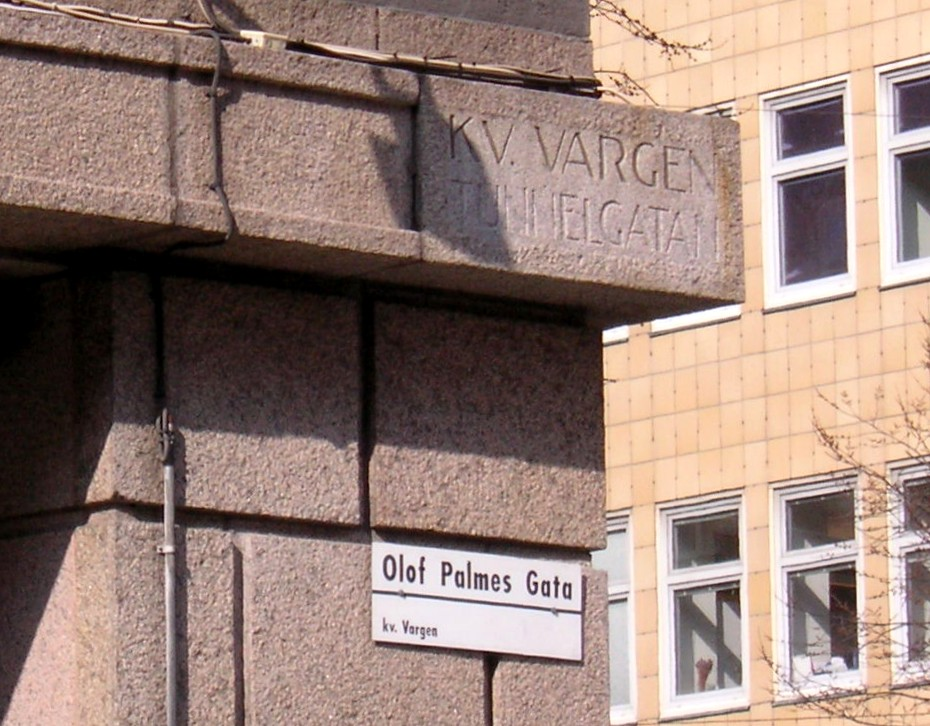
Hörnet av kvarteret Vargen.

Olof Palmes gata är en gata på Norrmalm i  Stockholms innerstad, som sträcker sig mellan Sveavägen och Norra Bantorget. 
Tidigare utgjorde gatan en del av Tunnelgatan. Det gamla gatunamnet syns fortfarande på fasaden av hörnhuset i Kv. Vargen vid korsningen Olof Palmes gata/Sveavägen.
Efter mordet på statsminister Olof Palme den 28 februari 1986 i korsningen Sveavägen och Tunnelgatan lät staden byta namn på gatan till hans minne. Namnbytet ansågs även lämpligt  eftersom Olof Palmes gata leder till Norra Bantorget, där Palme höll många första maj-tal och där skulpturen Mitt hjärta i världen finns. Namnbytet gick fort och beslöts redan i april 1986 av kommunfullmäktige.
Den smalare delen av gatan öster om Sveavägen, som leder mot själva Brunkebergstunneln och där Palme sköts, heter fortfarande Tunnelgatan.
I Cityplan 67 avsågs Tunnelgatan/Olof Palmes gata att byggas ut till 6-filig stadsmotorväg med fortsättning via David Bagares gata till Stureplan och i andra änden anslutning till Klarastrandsleden via en bro över spårområdet vid Stockholms Central. Planerna skrinlades dock definitivt i och med Cityplan 1977.